# تيم فيجيل
تيم فيجيل (بالإنجليزية: Tim Vigil)‏ (1958)؛ روائي أمريكي.

## روابط خارجية
- تيم فيجيل على موقع IMDb (الإنجليزية)